# Hilde Barz-Malfatti
Hilde Barz-Malfatti (* 22. April 1953 in Limburg an der Lahn als Hildegard Barz; † 31. Dezember 2020 in Berlin) war eine deutsche Architektin und Hochschullehrerin.

## Leben und Wirken
Hildegard Barz studierte von 1971 bis 1978 Architektur an der Technischen Hochschule Darmstadt. Anschließend war sie als freie Mitarbeiterin in verschiedenen Architektur- und Stadtplanungs-Büros tätig. 1985 siedelte sie nach Berlin über und machte sich als Architektin und Stadtplanerin selbstständig. Von 2000 bis 2006 bestand eine Projektpartnerschaft mit Karl-Heinz Schmitz sowie ein Planungsbüro in Weimar.
Von 1985 bis 1990 arbeitete Barz als wissenschaftliche Mitarbeiterin an der Hochschule der Künste Berlin im Fachbereich Architektur, Städtebauliches Entwerfen bei Alfred Grazioli und nahm anschließend Lehraufträge wahr. 1994 wurde sie als Professorin  an die Bauhaus-Universität Weimar berufen. Auf ihr Betreiben wurde die Widmung dieser Professur für Entwerfen und Siedlungsbau zu Entwerfen und StadtArchitektur geändert. Als Prodekanin der Fakultät Architektur wirkte sie von 2001 bis 2008 und anschließend bis 2011 als Prorektorin der Bauhaus-Universität. Hilde Barz-Malfatti gehörte von 2011 bis 2015 zum Akademischen Senat der Bauhaus-Universität und war von 2012 bis 2014 Prodekanin der Fakultät Architektur und Urbanistik.
Viele Jahre wirkte sie als Preisrichterin bei Architektenwettbewerben. Von 2001 bis 2016 war sie Mitglied des Redaktionsbeirats der Schriftenreihe Bauwelt Fundamente.
Sie engagierte sich im Gestaltungsbeirat der Stadt Erfurt (2008–2010), im Beirat für Baukultur der Stadt Weimar (2011–2015) und im Gestaltungsbeirat der Stadt Pforzheim (2012–2016). Ab 2016 war sie Mitglied des Gestaltungs- und Welterberats Lübeck und seit 2010 des Institutsrats Europäische Urbanistik.
Hilde Barz-Malfatti bearbeitete das räumliche Wechselspiel zwischen Städtebau und Architektur. Die Entwicklung der europäischen Städte, deren Zentren und Plätze war ihr dabei ein besonderes Anliegen.

„In meiner Arbeit als Architektin und Hochschullehrerin bewege ich mich an der Schnittstelle zwischen Bauwerk und Stadt. Ausgehend von der Überzeugung, dass jede Stadt ein Typus von sich selbst ist, also das Charakteristische einer Stadt sowohl in der großen Struktur als auch im  kleinen Detail ablesbar ist wie in einer genetischen Struktur, ist für mich das Weiterbauen der Stadt ein Akt der Kontinuität und Logik. Es kommt darauf an, die stadtspezifischen Grundmotive als Voraussetzung für zeitgemäße baulich-räumliche Antworten zu erkennen und zu interpretieren.“

## Bauten (Auswahl)

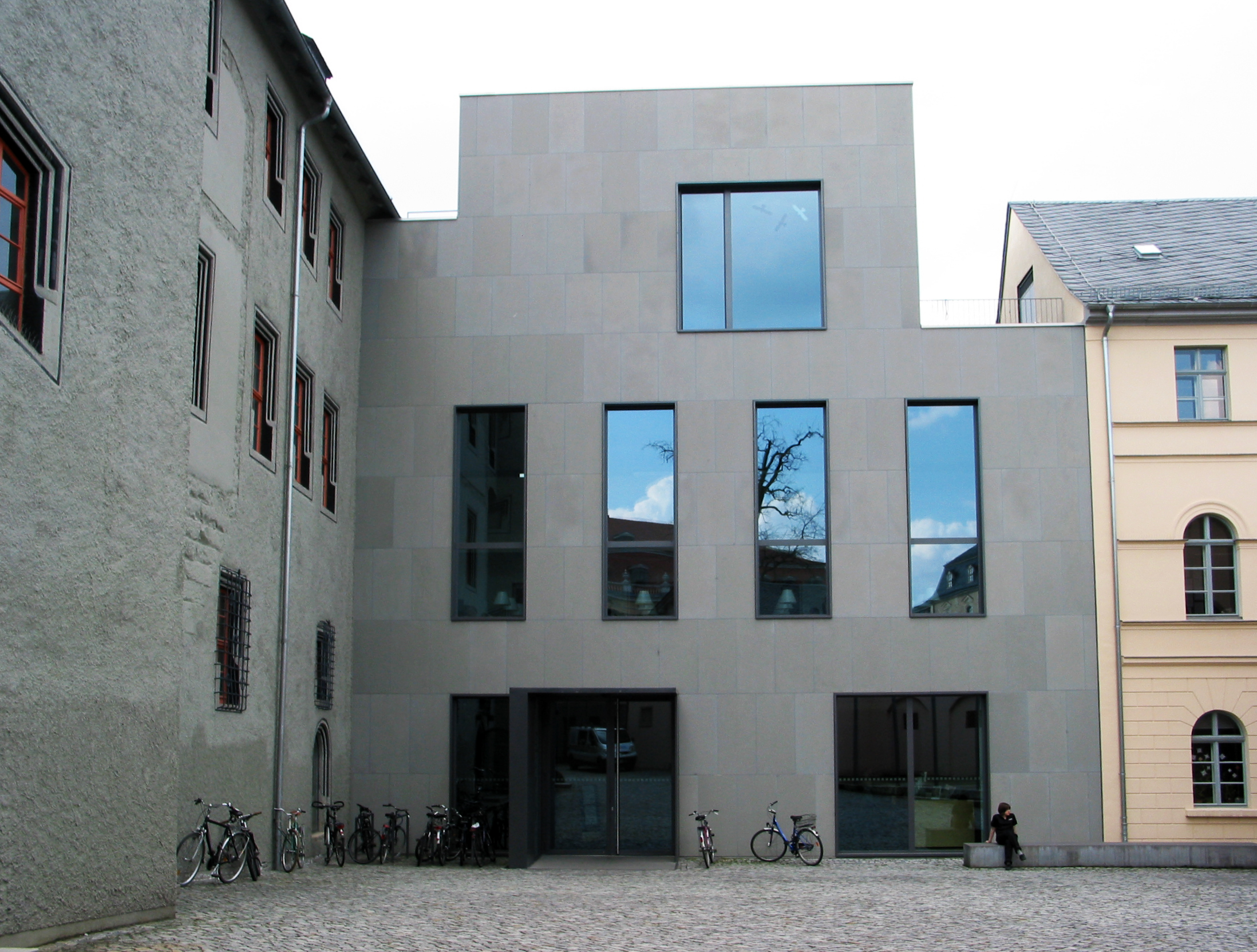
Studienzentrum der HAAB Weimar

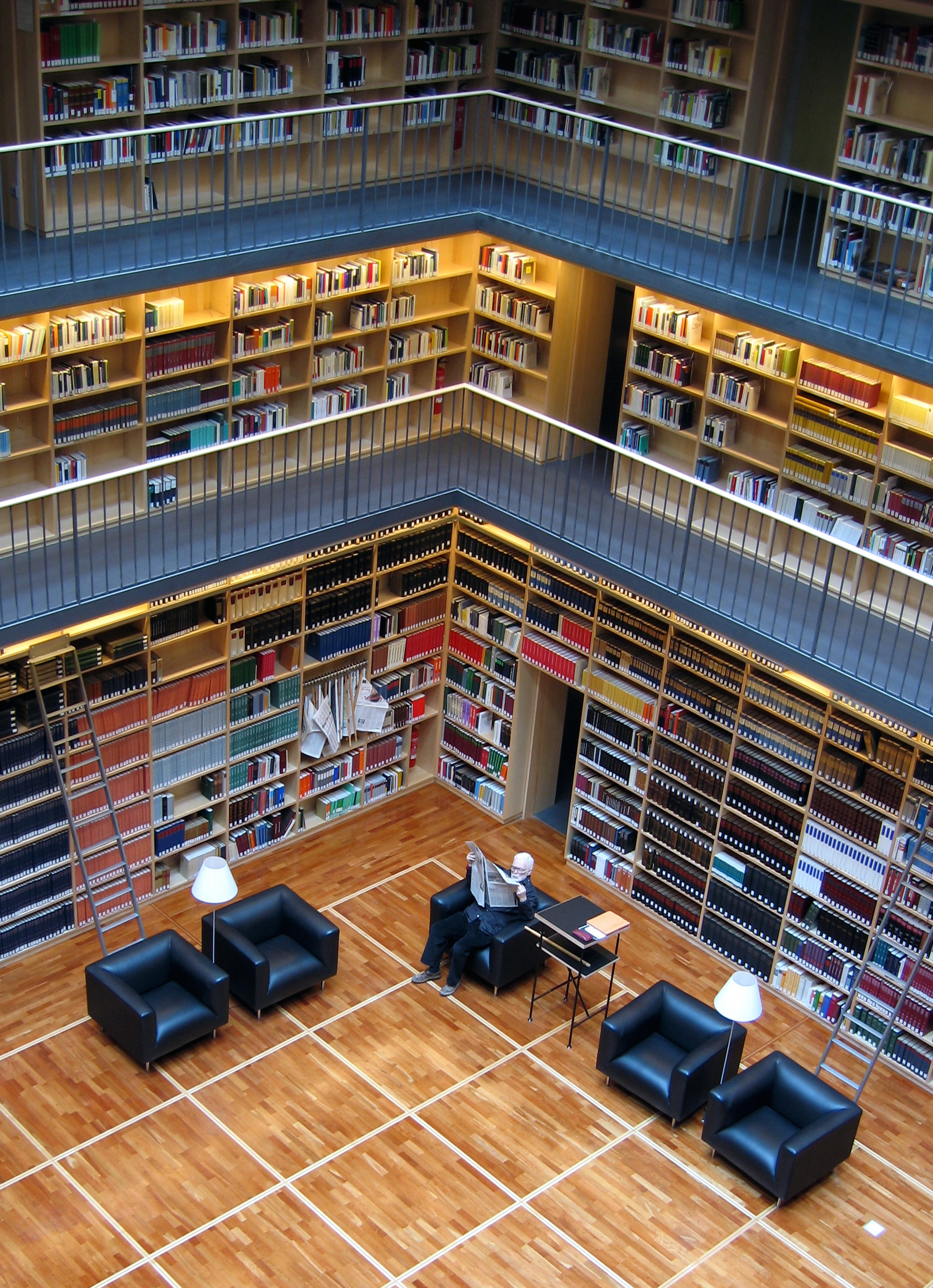
Studienzentrum – Herzogin Anna Amalia Bibliothek – 2006

- 1992: Waidspeicher und Neubau im Kulturhof Güldener Krönbacken in Erfurt, Michaelisstraße 10 (in Arbeitsgemeinschaft Rittmannsperger und Partner, Barz + Kröger)[2]
- 2001–2005: Studienzentrum der Archiv- und Forschungsbibliothek für die Herzogin-Anna-Amalia-Bibliothek HAAB in Weimar (mit Karl-Heinz Schmitz)

## Ehrungen
- 2006: Thüringer Staatspreis für Architektur und Städtebau

## Schriften (Auswahl)
- mit Stefan Signer: Die neue Öffentlichkeit. Europäische Stadtplätze des 21. Jahrhunderts. (New Public Spaces. European Urban Squares in the 21st Century.) M BOOKS, Weimar 2020, ISBN 978-3-944425-12-2.[3]
- mit Michael Knoche und Karl-Heinz Schmitz: Integrating New Functions into the Historic Herzogin Anna Amalia Bibliothek in Weimar, German. In: Petra Hauke, Karen Latimer, Robert Niess (Hrsg.): New Libraries in Old Buildings: Creative Reuse. De Gruyter Saur, Berlin/Boston 2021, S. 241–252.
- Der Bauherr, der Brand und die Auferstehung. In: Supralibros. Jahrgang 2016, Heft 19, S. 32. (Digitalisat)
- Städtebau-Lehre als Verbindung von Stadtplanung und Architektur. In: Bauwelt. Jahrgang 106, Heft 12, Bauverlag BV, Gütersloh 2015, S. 64–67. ISSN 0005-6855
- mit Max Welch Guerra, herausgegeben von der Forschungsgruppe Stadtentwicklung Thüringen: Stadtland Thüringen. Wege des Städtebaus. Verlag der Bauhaus-Universität, Weimar 2007, ISBN 978-3-86068-328-6.[4]
- mit Vinzenz Dilcher, Katja Fischer, Max Welch Guerra und Barbara Scholz: Straßen, Wege, Plätze. (= Arbeitsblätter für die Städtebauförderung des Thüringer Ministeriums für Bau und Verkehr) Bauhaus-Universität, Weimar 2005.[5]
- mit Vinzenz Dilcher: 10 Jahre geförderte städtebauliche Wettbewerbe in Thüringen. (= Arbeitsblätter für die Städtebauförderung des Thüringer Innenministeriums, Referat Städtebau, Städtebauförderung. Nr. 10). Erfurt 2002.[6]